# كيفيه براسيل
كيفيه براسيل (بالإنجليزية: Keefe Brasselle)‏ هو منتج أفلام وفنان إيقاعي وروائي وممثل أمريكي، ولد في 7 فبراير 1923 بإليريا في الولايات المتحدة، وتوفي في 7 يوليو 1981 بداوني في الولايات المتحدة بسبب مرض الكبد.

## أعمال

### أفلام
- (1951) مكان في الشمس

## وصلات خارجية
- كيفيه براسيل على موقع IMDb (الإنجليزية)
- كيفيه براسيل على موقع ألو سيني (الفرنسية)
- كيفيه براسيل على موقع أول موفي (الإنجليزية)
- كيفيه براسيل على موقع قاعدة بيانات الأفلام السويدية (السويدية)
- كيفيه براسيل على موقع إن إن دي بي (الإنجليزية)
- كيفيه براسيل على موقع قاعدة بيانات الفيلم (الإنجليزية)
- كيفيه براسيل على موقع كينوبويسك (الروسية)